# Vittorio Brumotti
Vittorio Brumotti (Finale Ligure, 14 giugno 1980) è un conduttore televisivo e ciclista italiano, campione di bike trial.

## Biografia
Nato a Finale Ligure da padre ligure carabiniere, e madre calabrese, vive a Milano; ad undici anni comincia a praticare bike trial.
Dal 2012 al 2017 è stato legato sentimentalmente a Giorgia Palmas, nota showgirl, con la quale ha condotto varie edizioni del programma televisivo estivo Paperissima Sprint.
(Celebre slogan di Vittorio Brumotti)
È entrato dieci volte nel Guinness dei Primati grazie a notevoli imprese sportive. Il 6 dicembre 2008, al Motor Show di Bologna, ha superato 28 sbarre con la ruota posteriore della sua bicicletta e il 17 maggio 2009 in Sardegna si è tuffato da 17 metri con la bici nelle acque antistanti le grotte del Bue Marino a Cala Gonone. Poco tempo dopo è tornato in Sardegna per un nuovo record: sulla sommità della guglia naturale di Punta Caroddi, un picco a circa 150 metri sul livello del mare, ha effettuato 71 saltelli sulla sola ruota posteriore.
Il suo primo record è stato presentato al programma Lo show dei record condotto da Barbara D'Urso. Nel 2012 Vittorio Brumotti ha ottenuto il Guinness World Record per aver risalito il Burj Khalifa, a Dubai, in bicicletta, in esattamente 2 ore e 20 minuti. Nello stesso anno gli viene conferito il Premio alla voce contro lo spreco alla nona edizione del Leggio d'oro. Nel 2013, seguendo le orme del collega ed amico Martyn Ashton, cambia stile ed inventa il Road bike Freestyle, compiendo le sue evoluzioni in sella ad una normale bici da corsa. 

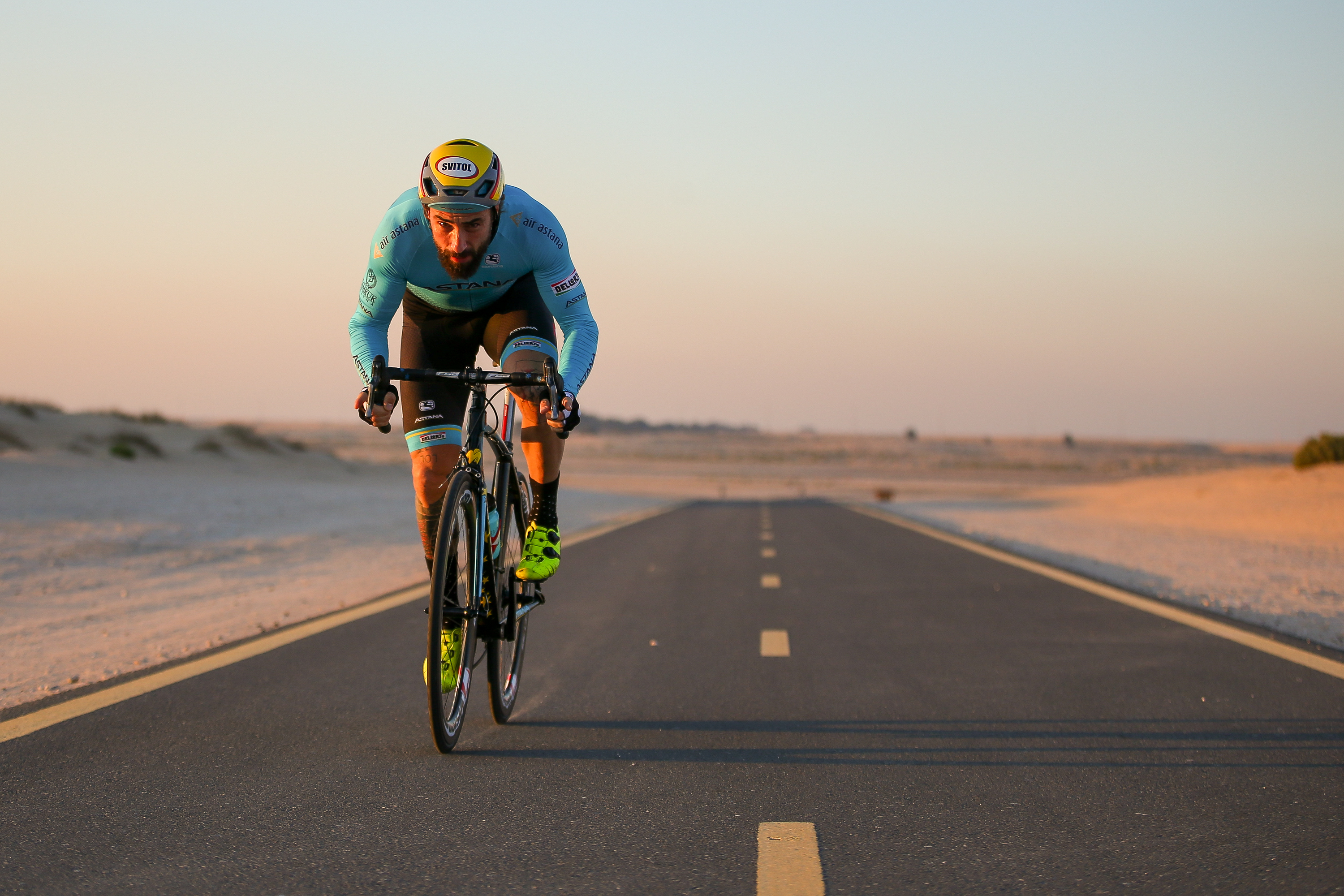
Vittorio Brumotti a Dubai nel 2017

Come inviato di Striscia la notizia, è solito rivendicare i parcheggi destinati ai disabili ed occupati impropriamente da chi non ne ha diritto; ma ancor di più partecipa attivamente alla lotta contro la criminalità, denunciando apertamente (attraverso la televisione) diverse azioni criminali, soprattutto spaccio di droga. In molte occasioni ha subito aggressioni da parte di organizzazioni criminali, come quando il 2 dicembre 2017 è stato minacciato con spari di pistola e il lancio di un mattone durante un servizio sullo spaccio di droga che avviene nel quartiere San Basilio di Roma, il 9 gennaio 2018 è stato aggredito insieme alla sua troupe televisiva da alcuni spacciatori nella piazza davanti alla stazione Centrale di Milano. Il 20 gennaio 2018, per riuscire a uscire incolume dal Rione Traiano di Napoli ha dovuto essere scortato dai carabinieri e il 25 febbraio 2018, nel quartiere Zen di Palermo, dove alcuni abitanti gli hanno lanciato un pesante blocco di cemento da un balcone.

## Programmi televisivi
- Striscia la notizia (Canale 5, dal 2008) – Inviato
- Paperissima Sprint (Canale 5, 2009, 2011, 2013-2017, 2019-2025; Italia 1, dal 2025)

## Videografia
- Brumotti Roadbike Freestyle 2 (2015)
- Vittorio Brumotti Grand Canyon USA (2017)
- 100% Brumotti Ride in Usa (2009)